# Бенедикт (Небраска)
Бенедикт (англ. Benedict) — селище (англ. village) в США, в окрузі Йорк штату Небраска. Населення — 203 особи (2020).

## Географія
Бенедикт розташований за координатами 41°0′22″ пн. ш. 97°36′26″ зх. д. / 41.00611° пн. ш. 97.60722° зх. д. (41.006246, -97.607308).  За даними Бюро перепису населення США в 2010 році селище мало площу 0,50 км², уся площа — суходіл.

## Демографія
Згідно з переписом 2010 року, у селищі мешкали 234 особи в 87 домогосподарствах у складі 67 родин. Густота населення становила 470 осіб/км².  Було 97 помешкань (195/км²).
Расовий склад населення:
| - 98,7 % — білих - 0,4 % — корінних американців - 0,4 % — чорних або афроамериканців |

До двох чи більше рас належало 0,4 %. Частка іспаномовних становила 0,4 % від усіх жителів.
За віковим діапазоном населення розподілялося таким чином: 23,5 % — особи молодші 18 років, 62,4 % — особи у віці 18—64 років, 14,1 % — особи у віці 65 років та старші. Медіана віку мешканця становила 40,2 року. На 100 осіб жіночої статі у селищі припадало 95,0 чоловіків;  на 100 жінок у віці від 18 років та старших — 79,0 чоловіків також старших 18 років.
Середній дохід на одне домашнє господарство  становив 49 675 доларів США (медіана — 45 625), а середній дохід на одну сім'ю — 55 034 долари (медіана — 46 875). За межею бідності перебувало 8,4 % осіб, у тому числі 0,0 % дітей у віці до 18 років та 15,6 % осіб у віці 65 років та старших.
Цивільне працевлаштоване населення становило 134 особи. Основні галузі зайнятості: виробництво — 17,2 %, освіта, охорона здоров'я та соціальна допомога — 14,9 %, сільське господарство, лісництво, риболовля — 14,2 %.